# NGC 4995
NGC 4995 est une galaxie spirale intermédiaire située dans la constellation de la Vierge. Sa vitesse par rapport au fond diffus cosmologique est de 2 068 ± 23 km/s, ce qui correspond à une distance de Hubble de 30,5 ± 2,2 Mpc (∼99,5 millions d'al). NGC 4995 a été découverte par l'astronome germano-britannique William Herschel en 1784.
La classe de luminosité de NGC 4995 est II et elle présente une large raie HI. C'est aussi une galaxie active de type Seyfert 2.
À ce jour, 14 mesures non basées sur le décalage vers le rouge (redshift) donnent une distance de 26,421 ± 5,055 Mpc (∼86,2 millions d'al), ce qui est à l'intérieur des valeurs de la distance de Hubble. Notons cependant que c'est avec la valeur moyenne des mesures indépendantes, lorsqu'elles existent, que la base de données NASA/IPAC calcule le diamètre d'une galaxie et qu'en conséquence le diamètre de NGC 4995 pourrait être d'environ 22,3 kpc (∼72 700 al) si on utilisait la distance de Hubble pour le calculer.

## Morphologie
NGC 4995 a été utilisée par Gérard de Vaucouleurs comme une galaxie de type morphologique SAB(rs)b dans son atlas des galaxies,.
Eskridge, Frogel et Pogge ont publié un article en 2002 décrivant la morphologie de 205 galaxies spirales ou lenticulaires rapprochées. Les observations ont été réalisées dans la bande H de l'infrarouge et dans la bande B (le bleu). Selon Eskridge et ses collègues, NGC 4995 est de type SAB(r)ab dans la bande B et de type SBab dans la bande H. Son bulbe est elliptique et il est traversé par une faible barre inclinée de ~45° par rapport au bulble. Des bras spiraux étroitement enveloppés émergent des extrémités de la barre. On peut observer quatre bras, mais il s'agit en réalité d'une spirale doublée à deux bras, les deux bras étant doublés. L'intérieur des bras est très contrasté, avec des lignes de crête nettes. Il existe un certain nombre de nœuds, surtout du côté nord du disque. Les isophotes du disque externe sont alignées avec le grand axe du bulbe.

## Groupe de NGC 4995
Selon A. M. Garcia, NGC 4995 est la principale galaxie d'un groupe qui porte son nom. Le groupe de NGC 4995 compte au moins cinq membres. Les quatre autres galaxies du groupe sont NGC 4928, NGC 4942, NGC 4981 et IC 4212.